# Gallaudetova univerzita

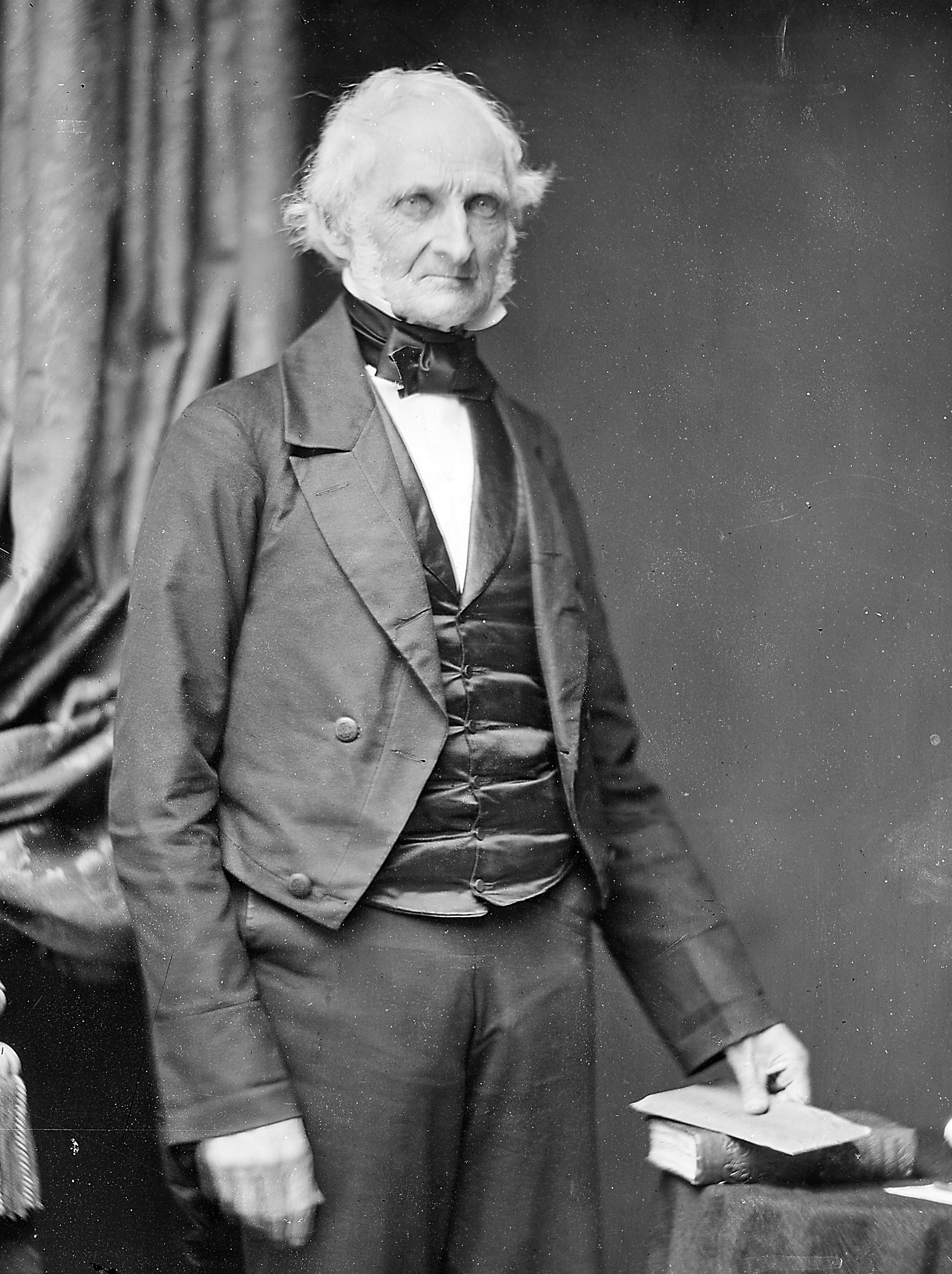
Amos Kendall, zakladatel Institutu pro hluchoněmé a slepé

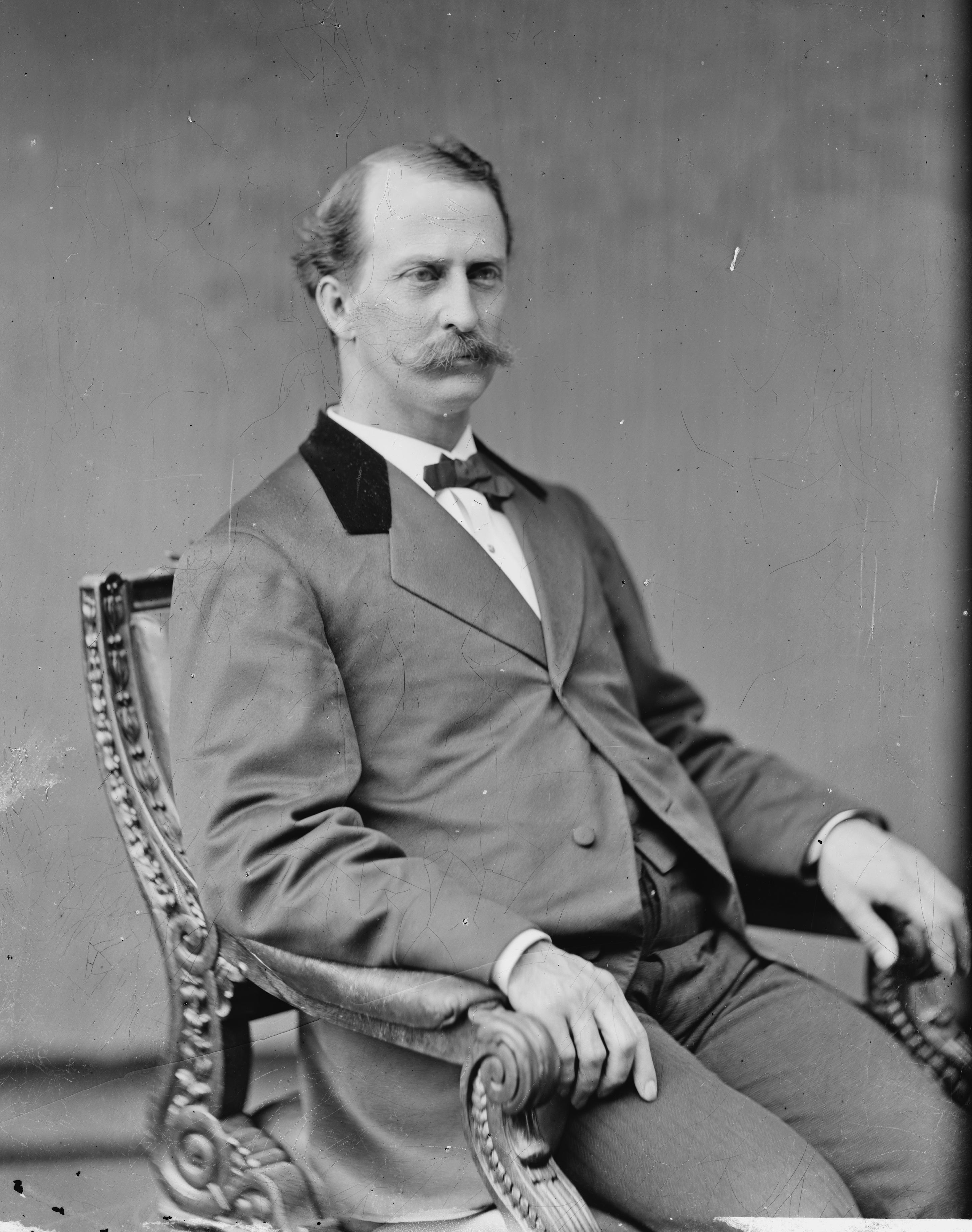
Edward Miner Gallaudet, první ředitel Institutu

Gallaudetova univerzita je soukromá vysoká škola pro neslyšící a těžce nedoslýchavé osoby. Sídlí ve Washingtonu D.C., hlavním městě Spojených států amerických. Základní kámen položil Amos Kendall v roce 1857, v roce 1864 byla škola uvedena do provozu jako Kolumbijský institut pro vzdělávání hluchoněmých a slepých. Škola byla několikrát přejmenována, v roce 1986 bylo jméno instituce změněno naposledy na Gallaudetova univerzita. Toto jméno nese po Thomasu Hopkinsovi Gallaudetovi, který v roce 1817 založil první školu pro neslyšící ve Spojených státech amerických.
Tato škola byla první ve své době, která poskytovala pokročilejší vzdělání neslyšícím a nedoslýchavým lidem. V současné době je Gallaudetova univerzita jedinou vysokou školou, ve které jsou všechny vzdělávací programy a služby navrženy tak, aby vyhovovaly neslyšícím a nedoslýchavým studentům.
Gallaudetova univerzita je oficiálně škola bilingvální – užívá se zde ke komunikaci a pro výuku americký znakový jazyk a psaná angličtina.
Univerzitě se přezdívá "Mekka Neslyšících", stoupenci orálních metod ji označují jako "ghetto".
V roce 2020 natočila společnost Netflix dokumentární seriál Deaf U, díky kterému je možné nahlédnout do života neslyšících studentů na Gallaudetově univerzitě.

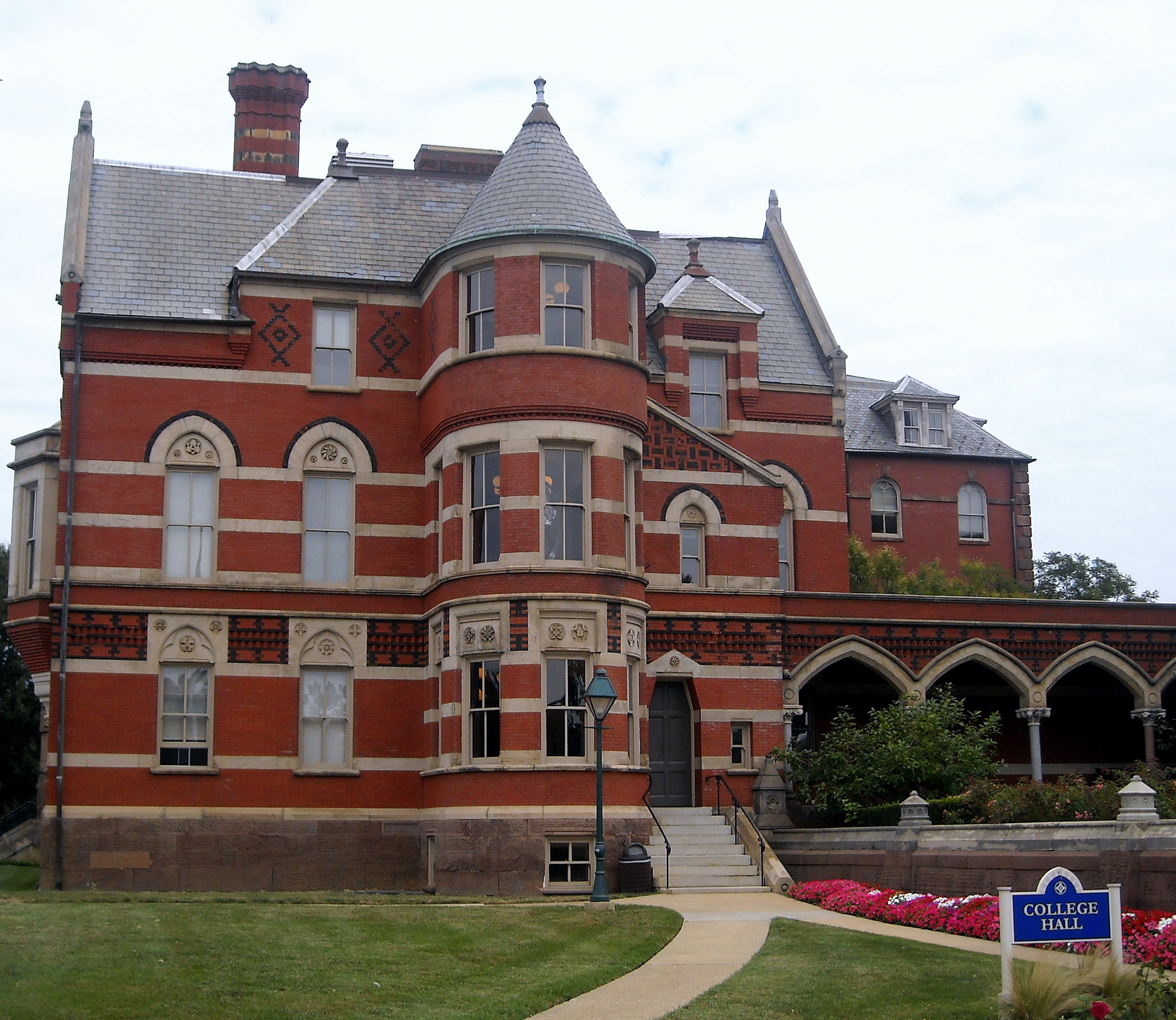
Gallaudetova univerzita

## Historie
V roce 1857 Amose Kendalla oslovil neznámý člověk s prosbou o sponzorský dar na stavbu školy pro hluchoslepé děti. Kendall věnoval dva akry z jeho pozemků, které leží asi pět kilometrů od Kapitolu – dnes je kampus Galladuetovy univerzity známý jako Kendall Green. Prvním ředitelem nově vzniklého institutu se stal Edward Miner Gallaudet, syn Thomase Hopkinse Galladeta. V roce 1857 v Institutu studovalo 14 neslyšících a 7 nevidomých studentů, v roce 1860 se tento počet zvýšil na 30 studentů.
Ve školním roce 1859-1860 požádal Amos Kendall federální vládu o finanční příspěvek na stavbu nových budov. Počet hluchých studentů vzrostl na 24, což si vyžádalo přijetí dalšího učitele. Učitel šesti slepých studentů odešel ze zdravotních důvodů.
Roku 1864 americký prezident Abraham Lincoln podepsal zákon, díky němuž se při Institutu zřídila Národní vysoká škola pro hluchoněmé s právem udělovat vysokoškolské tituly. Prvním rokem na ni studovalo 8 studentů. O rok později (1865) bylo 9 nevidomých žáků přeloženo do Institutu v Marylandu. Toho roku se také Kolumbijský institut pro vzdělávání hluchoněmých a slepých přejmenoval poprvé a to na Kolumbijský institut pro hluchoněmé, vysoká škola byla přejmenována na Národní vysokou školu pro hluchoněmé. Po smrti Amose Kendalla Institut koupil jeho pozemky, a areál Institutu se zvětšil o 81 akrů.
V roce 1891 vzniká oddělení pro vzdělávání slyšících učitelů neslyšících.
V roce 1894 se mění jméno Národní vysoké školy pro hluchoněmé na Gallaudet College, v roce 1954 pak tento název nese celá instituce, v roce 1986 se název školy mění naposledy a to na Gallaudetovu univerzitu (Gallaudet University).

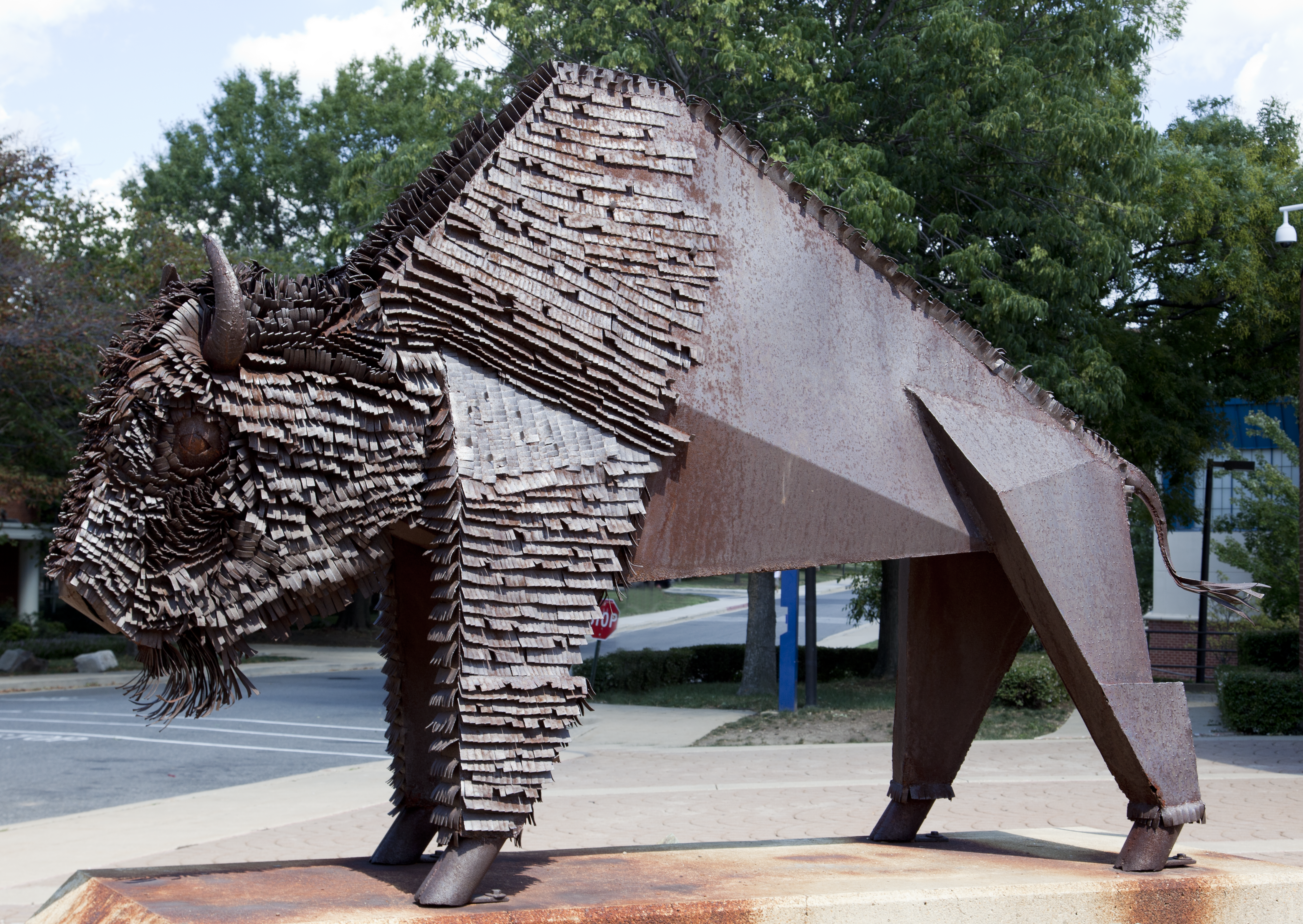
Bizon, maskot Gallaudetovy univerzity

## Přehled názvů školy
- 1857 – The Columbia Institution for the Instruction of the Deaf and Dumb and the Blind (Kolumbijský institut pro vzdělávání hluchoněmých a slepých)
- 1864 – vedle The Columbia Institution for the Instruction of the Deaf and Dumb and the Blind zřízeno National College for Deaf and Dumb (Národní vysoká škola pro hluchoněmé)
- 1865 – The Columbia Institution for Deaf and Dumb (Kolumbijský institut pro hluchoněmé) a The National Deaf – Mute College (Národní vysoká škola pro hluchoněmé)
- 1894 – The Columbia Institution for Deaf and Dumb a The Gallaudet College (Gallaudetova vysoká škola)
- 1954 – The Gallaudet College (název celé instituce)
- 1986 – The Gallaudet University (Gallaudetova univerzita)[1]

## Deaf President Now (1988)

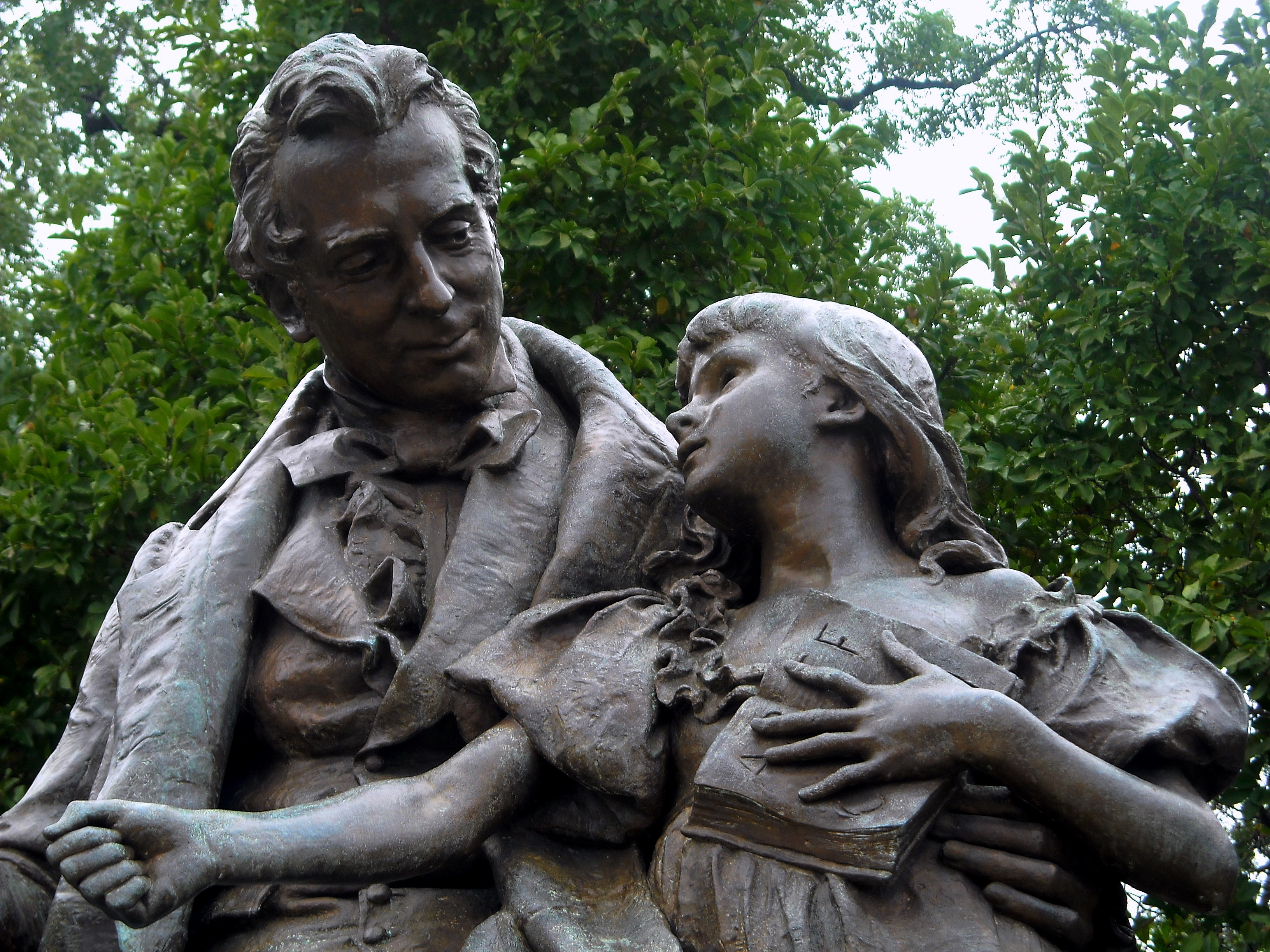
Socha Thomase Hopkinse Gallaudeta, spoluzakladatele Institutu a otce Edwarda Minera Gallaudeta, s neslyšící Alice

Na jaře roku 1988 je za sedmou prezidentkou Gallaudetovy univerzity zvolena Elisabeth Zinser, která je sice odbornicí, ale ne uživatelkou znakového jazyka. Studentům se nelíbí, že prezident školy pro neslyšící neovládá znakový jazyk, a tak vyhlašují řadu protestů, trvající týden, za účelem odstoupení Elisabeth Zinser a nastoupení neslyšícího prezidenta, který znakový jazyk ovládá.
Dva dny po jmenování prezidentkou Elisabeth Zinser odstupuje ze své funkce a místo ní je dosazen ohluchlý I. King Jordan. Studenti dále požadovali zvýšit počet neslyšících ve správní radě, na jejich podmínky je přistoupeno a počet neslyšících se správní radě se rozšiřuje na 51 %.
Tato protestní akce zvýšila povědomí veřejnosti o neslyšících lidech, jejich jazyku, kultuře a komunitě.

## Jednota pro hnutí Gallaudet (2006)
Jednota pro hnutí Gallaudet je další protestní akce, která se udála na jaře roku 2006. Měla podobný nádech jako akce Deaf President Now.
8. prezident Gallaudetovy univerzity I. King Jordan oznamuje odchod do důchodu a na jeho místo má nastoupit Jane Fernandes. Jane Fernandes, stejně jako před 20 lety Elisabeth Zinser, plynule neovládá americký znakový jazyk a někoho takové v čele univerzity studenti nechtějí. Jane Fernandes je odvolána až na podzim roku 2006 a jako prozatímní prezident na dobu dvou let je zvolen Robert Davil.
V roce 2010 se desátým prezidentem univerzity stal T. Alan Hurwitz.